# Vivian Maier
Vivian Dorothy Maier (New York, 1º febbraio 1926 – Chicago, 21 aprile 2009) è stata una fotografa statunitense, esponente di spicco della street photography, della cui attività artistica si sapeva ben poco fino a pochi anni prima della sua scomparsa.

## Biografia
La vita di Vivian Maier è stata ricostruita in particolare da John Maloof che ha cercato testimonianze della sua vita negli Stati Uniti, specialmente tra le famiglie presso le quali ha vissuto. La parte francese della sua biografia è stata ricostruita grazie al lavoro dell'associazione Vivian Maier et le Champsaur che ha cercato testimoni nel Champsaur, la valle d'origine della sua famiglia materna nelle Alte Alpi.
Vivian Maier nacque a New York, il 1º febbraio 1926. Suo padre, Charles Maier, era statunitense, nato da una famiglia di emigranti austriaca, mentre sua madre, Maria Jaussaud, era nata in Francia, nel maggio 1897, a Saint-Julien-en-Champsaur in cui visse fino alla sua partenza in America, dove un ramo della famiglia Jaussaud era già emigrata. A New York, Maria conobbe Charles Maier, impiegato in una drogheria, che sposò nel maggio 1919 ottenendo, attraverso il matrimonio, la cittadinanza degli Stati Uniti. Da questa unione nacquero due figli: prima un maschio, William Charles, nel 1920, e poi, nel 1926, una figlia, Vivian.
Separatisi i genitori nel 1929, il ragazzo fu affidato ai nonni paterni e Vivian rimase con la madre, che trovò poi rifugio presso un'amica francese che viveva nel Bronx, di nome Jeanne Bertrand, nata nel 1880 non lontano dalla valle di Champsaur. Jeanne Bertrand era già una fotografa professionista, tanto che ebbe gli onori della prima pagina del 23 agosto 1902 del Boston Globe, il principale giornale di Boston, che pubblicò una sua foto e due ritratti fatti da lei, insieme ad un articolo elogiativo sul suo giovane talento fotografico. Fu lei che trasmise a Maria e a sua figlia la passione per la fotografia.
Grazie alle testimonianze raccolte dai residenti in Champsaur, il sito dell'associazione locale riporta che tra il 1932 e il 1933, le due donne e Vivian tornarono in Francia e si stabilirono prima a Saint-Julien, poi a Saint-Bonnet-en-Champsaur. Parte dell'infanzia di Vivian si svolse quindi in Francia, dai sei-sette anni fino ai dodici. In quel periodo, Vivian parla francese e gioca con i bambini della sua età mentre Maria, sua madre, scatta alcune fotografie che testimoniano del loro soggiorno.
Il 1º agosto 1938 Maria Maier e sua figlia ripartirono per gli Stati Uniti a bordo del transatlantico Normandie, che collegava Le Havre a New York, dove di nuovo si stabilirono. Dopo la seconda guerra mondiale, nel 1950-1951, Vivian Maier, all'età di 24-25 anni, tornò a Champsaur per mettere all'asta una proprietà che le era stata lasciata in eredità. In attesa della vendita, Vivian, con due apparecchi fotografici a tracolla, percorse la regione, facendo visita ai membri della sua famiglia e riprendendo molte immagini.
La giovane donna ripartì nell'aprile del 1951 per New York. Con il ricavato della vendita della casa, comprò una fotocamera eccellente, una Rolleiflex professionale, e viaggiò nel Nordamerica. In seguito lavorò come bambinaia al servizio di una famiglia di Southampton, prima di stabilirsi definitivamente nel 1956 a Chicago, dove continuò a fare la governante per bambini.
Vivian Maier aveva 30 anni al suo arrivo a Chicago, dove fu assunta dai coniugi Nancy e Avron Gensburg per prendersi cura dei loro tre ragazzi: John, Lane e Matthew. Secondo Nancy Gensburg, Vivian non prediligeva fare la bambinaia, ma, non sapendo che altro fare, quello fu il mestiere che esercitò per quarant'anni. I bambini, peraltro, l'adoravano: per Lane Gensburg, Vivian "era come Mary Poppins".
Presso i Gensburg Maier aveva un bagno privato, che le servì anche come camera oscura, avendola lei attrezzata per sviluppare i negativi e i suoi film. La fotografa diede libero sfogo alla sua passione per la fotografia allorché, ad ogni occasione, poté immortalare la vita quotidiana nelle strade con i suoi abitanti, bambini, lavoratori, persone di buona società e personaggi famosi come pure miserabili, mendicanti ed emarginati. Mentre era ancora al servizio dei Gensburg, che ricorsero ad una sostituta temporanea, Vivian intraprese, da sola, per 6 mesi, tra il 1959 e il 1960, un viaggio intorno al mondo, visitando le Filippine, la Thailandia, l'India, lo Yemen, l'Egitto, l'Italia dove sostò a Genova e a Torino e infine la Francia con un ultimo soggiorno a Champsaur girando in bicicletta per tutto il circondario e scattando molte foto. Non disse mai ai Gensburg dove fosse stata, benché fosse molto legata a questa famiglia che conobbe fin dal suo arrivo a Chicago e con cui visse per 17 anni. Diventati grandi John, Lane e Matthew, i Gensburg non ebbero più bisogno di una tata e Vivian Maier li lasciò per continuare la sua attività presso altre famiglie con bambini piccoli. Da quel momento smise di sviluppare e di elaborare i suoi negativi e decise di passare alla fotografia a colori con diverse fotocamere, tra cui una Kodak e una Leica.
Nel 1975 morì la madre Maria, con la quale non aveva più rapporti da anni. Vivian, sempre animata dalla sua grande passione per la fotografia, continuò a guadagnarsi da vivere come bambinaia. Non si conoscono tutte le famiglie presso le quali prese servizio, ma si sa che nel 1987 si presentò ai coniugi Usiskin, suoi nuovi datori di lavoro, portando con sé 200 casse di cartone contenenti il suo archivio personale, che furono immagazzinate in un box.
Dal 1989 al 1993 Vivian si prese cura con grande umanità di Chiara Bayleander, un'adolescente con disabilità mentale. In questo periodo le sue casse furono sistemate in un mezzanino del suo datore di lavoro.
Mentre l'età avanzava, Vivian si trovò ad attraversare gravi difficoltà finanziarie. Le sue casse, da ultimo, andarono a finire nel box di un magazzino preso in affitto. Alla fine degli anni novanta i fratelli Gensburg, con i quali Vivian aveva per molto tempo mantenuto un legame andando a visitarli in occasione di matrimoni, lauree e nascite, la rintracciarono in un piccolo alloggio economico di Cicero e la trasferirono in un grazioso appartamento a Rogers Park vegliando su di lei.
Sul finire del 2008, Vivian ebbe un incidente cadendo sul ghiaccio e battendo la testa, per cui fu ricoverata in ospedale. I Gensburg per garantirsi che avesse le migliori cure la fecero trasferire in una casa di cura a Highland Park. Nonostante queste affettuose attenzioni, Vivian Maier morì dopo poco tempo, il 21 aprile 2009, senza che né lei né i Gensburg sapessero che due anni prima, a causa degli affitti non pagati, il suo box era stato messo all'asta, e prima che John Maloof, che cercava sue notizie e voleva valorizzare la sua opera, potesse trovarla e incontrarla.

### La scoperta della sua opera

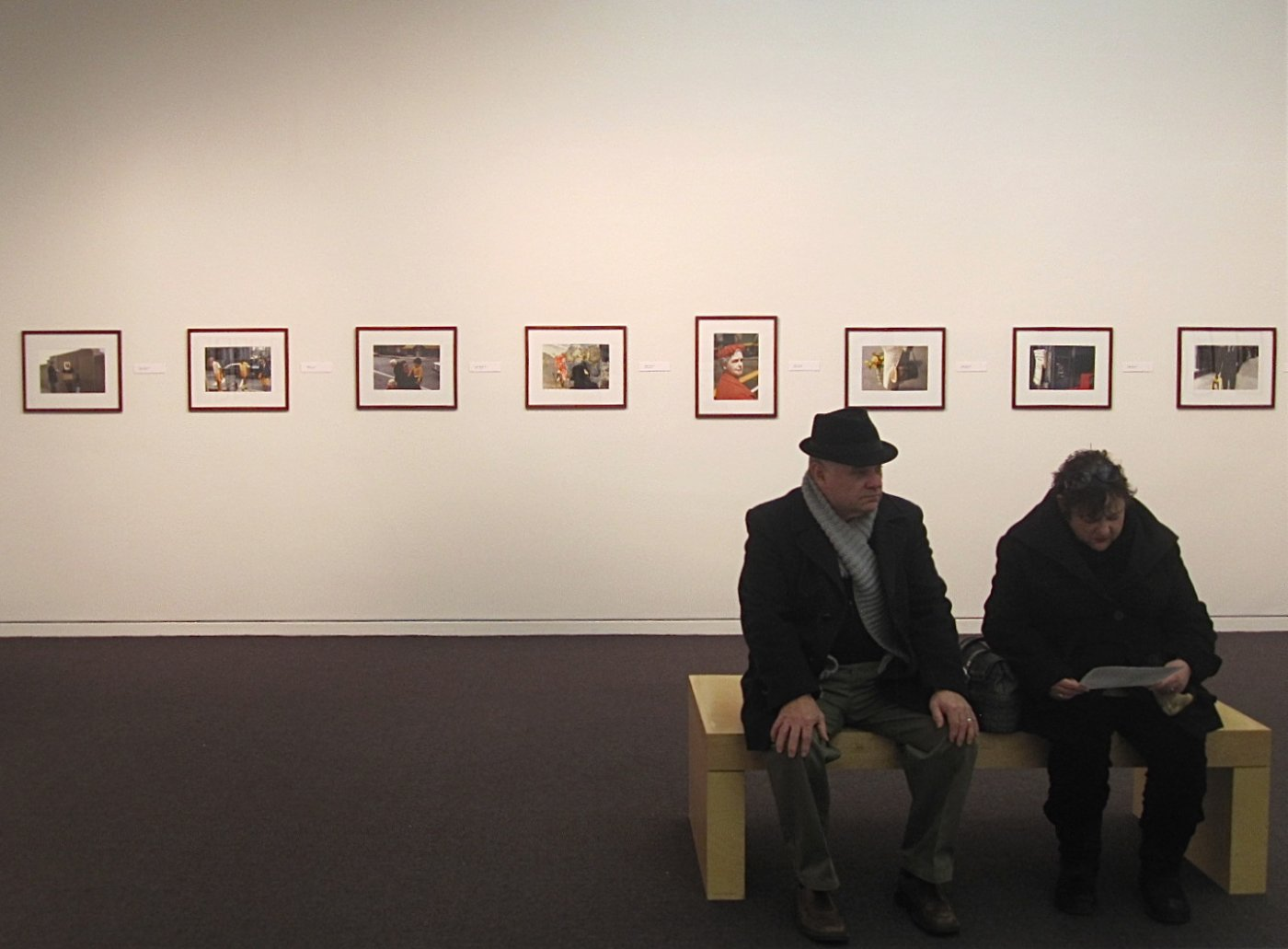
Una mostra su Maier, nel 2011, a Chicago

Maier e, soprattutto, la sua vasta quantità di negativi è stata scoperta nel 2007, grazie alla tenacia di John Maloof, anche lui statunitense, giovane figlio di un rigattiere. Nel 2007 il ragazzo, volendo fare una ricerca sulla città di Chicago e avendo poco materiale iconografico a disposizione, decise di comprare in blocco per 380 dollari, ad un'asta, il contenuto di un box zeppo degli oggetti più disparati, espropriati per legge ad una donna che aveva smesso di pagare i canoni di affitto. Mettendo ordine tra le varie cianfrusaglie (cappelli, vestiti, scontrini e perfino assegni di rimborso delle tasse mai riscossi), Maloof reperì una cassa contenente centinaia di negativi e rullini ancora da sviluppare.
Dopo aver stampato alcune foto, Maloof le pubblicò su Flickr, ottenendo un interesse entusiastico e virale e l'incoraggiamento della community ad approfondire la sua ricerca. Pertanto fece delle indagini sulla donna che aveva scattato quelle fotografie: venne a sapere che Vivian non aveva famiglia e aveva lavorato per tutta la vita come bambinaia soprattutto nella città di Chicago; durante le giornate libere e i periodi di vacanza era solita scattare foto della vita quotidiana di città come New York, Chicago e Los Angeles. La maggior parte delle sue foto sono street photos ante litteram e dunque Maier può essere considerata una antesignana di questo genere fotografico. Inoltre, Maier scattò molti autoritratti, caratterizzati dal fatto che non guardava mai direttamente verso l'obiettivo, utilizzando spesso specchi o vetrine di negozi come superfici riflettenti.
La sua vita può essere paragonata a quella della poetessa statunitense Emily Dickinson, che scrisse le sue riflessioni e le sue poesie senza mai pubblicarle e, anzi, a volte, nascondendole in posti impensati, dove furono ritrovate solamente dopo la sua morte. Dal momento della sua scoperta, Maloof ha svolto una grande attività di divulgazione della sua opera fotografica, organizzando mostre itineranti in tutto il mondo. Vivian Maier utilizzava per scattare le sue immagini una macchina fotografica Rolleiflex e un apparecchio Leica IIIc. La sua vita e il suo lavoro sono stati oggetto di libri e documentari.

#### Affermazione di Joan Fontcuberta
Nel 2017 il fotografo spagnolo Joan Fontcuberta affermò, durante una conferenza tenutasi a Bologna, di aver inventato lui il personaggio di Vivian Maier insieme a John Maloof e che per quanto la donna delle foto sia realmente esistita e le foto sono autentiche, tutta la storia che ruota attorno a lei è stata inventata. In seguito non si hanno notizie di prove fornite da Fontcuberta, noto per le sue provocazioni, né che abbia reiterato l'affermazione; nessun organo di stampa l'ha avallata.

## Mostre
- Vivian Maier Anthology, settembre 2023-gennaio 2024, Palazzo Pallavicini (Bologna) organizzata da Deborah Petroni, Chiara Campagnoli e Rubens Fogacci, a cura di Anne Morin
- Finding Vivian Maier, novembre-dicembre 2010, The Apartment Gallery (Apartment 02), Oslo, Norvegia.[7]
- Nel marzo/aprile 2010, Bruun's Galleri, Århus, Danimarca.[8]
- Finding Vivian Maier: Chicago Street Photographer, gennaio–aprile 2011, Chicago Cultural Center.[9][10]
- Twinkle, twinkle, little star..., gennaio–aprile 2011, Galerie Hilaneh von Kories, Amburgo, Germania.[11]
- Vivian Maier, Photographer, aprile–giugno 2011, Russell Bowman Art Advisory, Chicago, Illinois.[12]
- Vivian Maier – A Life Uncovered, luglio 2011, the London Street Photography Festival, Londra.[13]
- Vivian Maier, Photographer, luglio 2011–gennaio 2012, Hearst Gallery, New York.[14]
- Vivian Maier – A Life Uncovered, luglio–settembre 2011, Photofusion Gallery, Londra.[8]
- Vivian Maier, Photographer, settembre–novembre 2011, Stephen Cohen Gallery, Los Angeles.[15]
- Dicembre 2011 – febbraio 2012, Steven Kasher Gallery, New York.[16]
- Dicembre 2011–gennaio 2012, Howard Greenberg Gallery, New York.[8]
- Vivian Maier – Hosted by Tim Roth, dicembre 2011–gennaio 2012, Merry Karnowsky Gallery, Los Angeles.[8][17]
- Vivian Maier – Photographs gennaio–aprile 2012, Jackson Fine Art, Atlanta.[18]
- Vivian Maier's Chicago, 2012–2014, Chicago History Museum, Chicago, Illinois.
- A la recherche de Vivian Maier (In search of Vivian Maier), giugno-luglio 2011, Saint-Julien-en-Champsaur
- A la recherche de Vivian Maier (In search of Vivian Maier), luglio–agosto 2011, the Gap Library, Gap, Hautes-Alpes, Francia.[19]
- Lo sguardo nascosto (The Hidden Glance), ottobre–novembre 2012, Brescia.[20]
- Vivian Maier, aprile–giugno 2013, Anversa, Belgio, Gallery51.[21]
- Vivian Maier: Out of the Shadows, aprile–giugno 2013, Tampa; Florida Museum of Photographic Arts.[22]
- Summer in the City, giugno–agosto 2013, Chicago; Russell Bowman Art Advisory.[23]
- Vivian Maier, giugno–agosto 2013, Shanghai, Cina; Kunst.Licht Photo Art Gallery.[24]
- Vivian Maier: Out of the Shadows, luglio–settembre 2013, Toronto, Ontario; Stephen Bulger Gallery.[25]
- Vivian Maier: Out of the Shadows – The Unknown Nanny Photographer, agosto–ottobre 2013, Durango, Colorado; Open Shutter Gallery.[26]
- Загадка Вивьен Майер (The Riddle of Vivian Maier), settembre–ottobre 2013, Mosca, Russia; Центр фотографии имени братьев Люмьер (The Lumiere Brothers Center for Photography).[8]
- Vivian Maier: Picturing Chicago, ottobre 2013, Chicago; Union League Club.[27]
- Vivian Maier, novembre 2013–giugno 2014, Tours, Francia; Jeu de paume, Parigi.[28]
- Vivian Maier, novembre–dicembre 2013, Galerie Frederic Moisan, Parigi.[29]
- Vivian Maier: Out of the Shadows, gennaio–febbraio 2014, Cleveland, Ohio; Cleveland Print Room.[30]
- Certificates of Presence: Vivian Maier, Livija Patikne, J. Lindemann, 17 gennaio - 8 marzo 2014, Milwaukee; Portrait Society Gallery.[31]
- Vivian Maier: Out of the Shadows, gennaio–marzo 2014, Minneapolis; MPLS Photo Center.[32]
- Vivian Maier: Out of the Shadows, febbraio–giugno 2014, San Francisco; Scott Nichols Gallery.[33]
- See All About It: Vivian Maier's Newspaper Portraits, marzo–maggio 2014, Berkeley; The Reva and David Logan Gallery at UC Berkeley’s Graduate School of Journalism.[34]
- Vivian Maier, Photographer, marzo–maggio 2014, Fribourg, Svizzera; Cantonal and University Library.[35]
- Vivian Maier: Out of The Shadows, marzo–settembre 2014, Chicago, Illinois; Harold Washington Library.[36]
- Vivian Maier – A Photographic Journey, maggio–luglio 2014, Highland Park; The Art Center Highland Park.[37]
- Vivian Maier, Amatorka, maggio–giugno 2014, Varsavia, Polonia; Leica Gallery.[38]
- Vivian Maier – Street Photographer, novembre 2014–gennaio 2015, Amsterdam, Paesi Bassi.[39]
- Mostra permanente dei suoi lavori aperta nel 2014, Mpls Photo Center, Minneapolis.[40]
- O Mundo Revelado de Vivian Maier, aprile–giugno 2015, São Paulo Museum of Image and Sound, San Paolo, Brasile.[41]
- Vivian Maier, agosto–settembre 2015, Beetles & Huxley, Londra.[42]
- Vivian Maier – Street Photographer, 10 luglio–18 ottobre 2015, Nuoro, Sardegna.[43]
- Vivian Maier – Street Photographer, 19 novembre 2015–19 gennaio 2016, Milano, Fondazione Forma[44]
- Vivian Maier – In Her Own Hands, giugno-settembre 2016, Fundació Foto Colectania, Barcellona, Spagna.
- In her own hand, 8 ottobre 2016 - 8 gennaio 2017, Palazzo dell'Arengario, Monza[45]
- Vivian Maier - Una fotografa ritrovata, 17 marzo-18 giugno 2017, Museo di Roma in Trastevere, Roma[46]
- Vivian Maier - Una fotografa ritrovata, 23 giugno–8 ottobre 2017, Loggia degli Abati - Palazzo Ducale, Genova,[47]
- Vivian Maier - Una fotografa ritrovata, 27 ottobre 2017–18 febbraio 2018, Fondazione Puglisi Cosentino, palazzo Valle - Catania,
- Vivian Maier - Una fotografa ritrovata, dal 3 marzo al 27 maggio 2018, Palazzo Pallavicini - Bologna[48]
- L'autre Vivian. L'altra Vivian Mayer. dal 1 giugno al 14 ottobre 2018, Torre dei Vescovi di Luni - Castello di Castelnuovo Magra, Castelnuovo Magra.
- The Self-Portrait and its Double, dal 20 luglio al 22 settembre 2019, Polo culturale: Magazzino delle idee, Trieste.
- Vivian Maier - Inedita, dal 9 febbraio al 26 giugno 2022, Musei Reali, Sala Chiablese, Piazzetta Reale, Torino
- Vivian Maier, dal 20 aprile al 3 novembre 2024. Il ritratto ed il suo doppio. Riccione Villa Mussolini
- Vivian Maier - Anthology, 2024, Haus der Fotografie Olten.[49][50]
- Unseen, le foto mai viste di Vivian Maier, dal 17 ottobre 2024 al 21 aprile 2025. Monza, Milano, Belvedere Reggia di Monza, Viale Brianza 1

## Libri su Vivian Maier
- Palmela Bannos, Vivian Maier: Vita e fortuna di una fotografa, Contrasto, 2017, ISBN 978-88-6965-755-9
- John Maloof, Vivian Maier: Street Photographer, Brooklyn, Power House, 2011, ISBN 978-1-57687-577-3.
- Richard Cahan e Michael Williams, Vivian Maier: Out of the Shadows, Chicago, City Files, 2012, ISBN 978-0-9785450-9-3.
- Richard Cahan e John Maloof, Vivian Maier: Self-Portraits, Power House, 2011, ISBN 978-1-57687-662-6.
- Richard Cahan e Michael Williams, Eye to Eye: Photographs by Vivian Maier, Chicago, CityFiles, 2014, ISBN 978-0-9915418-0-5.
- Richard Cahan e John Maloof, Vivian Maier: A Photographer Found, Londra, Harper Design, 2014, ISBN 978-0-06-230553-4.
- Francesca Diotallevi, Dai tuoi occhi solamente, Vicenza, Neri Pozza, 2018, ISBN 978-88-545-1806-3.
- Christina Hesselholdt, Vivian, Chiarelettere, 2018, ISBN 9788832960723.
- Patrizia Ercole e Silvestra Sbarbaro, Vivian Maier Ignota a me stessa, Livorno, Sillabe editore, 2020, ISBN 978-88-3340-146-1
- Sergio Cabella e Andrea Tridico, I molti sguardi di Vivian Maier, Torino, ColBer Edizioni, 2024, ISBN 979-1281283138

## Documentari su Vivian Maier
- Vivian Maier: Who Took Nanny's Pictures, regia di Jill Nicholls (2013), prodotto dalla BBC[51]. Versione ridotta uscita negli Stati Uniti a dicembre 2013, come The Vivian Maier Mystery[52].
- Alla ricerca di Vivian Maier (Finding Vivian Maier), regia di Maloof e Charlie Siskel (2013).[53][54]

## Film su Vivian Maier
- The Woman in the Mirror (2017), regia di Ryan Alexander Huang[55].